# Rock-Ola (système d'arcade)
Pour les articles homonymes, voir Rock-Ola.
Le Rock-Ola est un système de jeu vidéo d'arcade, produit à partir 1980 par la société Rock-Ola, ce système a été principalement utilisé par la société SNK.

## Description
Après avoir développé deux jeux sur 8080 Based, SNK utilise le système créé par l'entreprise Rock-Ola Manufacturing. Ce tout nouveau système d'arcade va constituer le début d'une histoire exceptionnelle dans le monde de l'arcade pour SNK.
Alors qu'Ozma Wars et Safari Rally sur le système d'arcade Taito sont en noir et blanc, les jeux sont maintenant en couleur,. Toutes les opérations et l'affichage de la vidéo seront confiés à un processeur Mos M6502. Le son utilise des puces audio Texas Instruments SN76477, ainsi que des circuits discrets, et SNK créé déjà ses propres puces custom.
SNK tient là son premier succès grâce notamment au maintenant célèbre Vanguard, titre qui reste comme un monument de l'âge d'or des jeux d'arcade.

## Spécifications techniques

### Processeur
- Processeur central  MOS Technology M6502 cadencé à 930 kHz ou 705,562 kHz

## Affichage
- Résolution et couleurs : 224 x 256
- Palette de 32 à 64 couleurs

## Audio
Puces audio variables suivant les jeux :
- Puce custom SNK
- Circuit discret
- Puce audio : Texas Instruments SN76477 cadencé à 930 kHz ou 705,562 kHz
- Capacités audio : Mono

## Liste des jeux
| Titre                | Développeur | Éditeur             | Genre           | Année |
| -------------------- | ----------- | ------------------- | --------------- | ----- |
| Fantasy              | SNK         | SNK / Rock-Ola      | Action-aventure | 1981  |
| Nibbler              | Rock-Ola    | Rock-Ola            | Labyrinthe      | 1982  |
| Pioneer Balloon      | SNK         | SNK                 | Shoot them up   | 1982  |
| Sasuke vs. Commander | SNK         | SNK                 | Shoot them up   | 1980  |
| Satan of Saturn      | SNK         | SNK / Taito America | Shoot them up   | 1981  |
| Vanguard             | SNK         | SNK / Centuri       | Shoot them up   | 1981  |